# Örmény névadás
Az örmény névadás eredete az ősidőkbe nyúlik vissza, a személynevek többnyire pozitív jelentést hordoztak, a szülők a névadással is megpróbálták pozitív irányba befolyásolni gyerekük jövőjét, akárcsak más népek.

## Az örmény nevek eredete
A női nevek a nőiesség: Jeranjak (szerencsés), Caghkanus (virág édessége), Makruhi (tiszta), Nazeli (bájos), Vardanus (rózsa édessége), a férfinevek a férfiasság: Bazuk (erő), Vahan (pajzs), Gurgen (farkas), Iskhan (herceg) kifejezői.
Voltak óvónevek is, amiknek egykori jelentése már nem ismert, ilyen az Anus, Anahit név is. Ezekhez a nevekhez hozzátették az a- fosztóképzőt. Ilyen óvónév a Nvard is, a vard (rózsa) ősi fosztókézős alakja. A mai fosztóképzős alakok jelentése pozitív töltetű, például az ar- ősi örmény szótő, megtalálható nemcsak az egyik legrégibb protoörmény törzs nevében (armen), és a nap (arev) szóban, de sok helynévben, földrajzi névben és mintegy harminc férfinévben is (Aram, Armen, Artak, Arszen stb.)
Vannak személynevesült bibliai fogalmak is: Mkrtics (keresztelő), Margar (próféta), Zatik (húsvét), de találkozni személynevesült földrajzi nevekkel is (Tatev, Szevan, Szaszun, Arakszi, Nairi, Ararat, Hajasztan).
Az állatok és növények egyes megnevezései is továbbélnek személynévként: Aghavni (galamb), Varduhi (rózsa), Manusak (ibolya), Arciv (sas), Jeznik (bikaborjú). Az égitestek nevei pedig már ősidők óta használatosak személynévként: Luszine (holdfény), Arev (nap), Zepjur (szellő), Kajcak (villám).
A 19. századtól kezdődő, meg-megújuló örményellenes pogromoknak is hatása volt a névadásra. A fiúknak a Vrezs (bosszú), lányoknak a Vrezsuhi, Vist (gyász, tragédia) neveket adták. Ezeken kívül máig megőriztek olyan ősi neveket, mint Hajk, Tigran, Szahak, Meszrop, Narek, Komitasz, Andranik.

## Névadás a szovjet időkben
Az Örmény Szovjet Köztársaság idején nem mindig ragaszkodtak a hagyományos örmény nevekhez. Divatba jöttek az olvasmányemlékek, kitűnni vágyás vagy az orosz kultúra miatt adott nevek. Így kerültek az anyakönyvekbe orosz nevek becézett alakjai: Zsora, Aljosa, Vanjusa, Tanjusa, Grafinia, de adták a Hamlet, Romeó, Dzsuljetta vagy Horació neveket is. Ismert volt a Marlen (Marx-Lenin), Vilen (V.I.Lenin) vagy a Lendros (Lenin zászlaja) név is.

## Az örmény névnap
Az örmény kultúrában nincs névnap, ami az örmény kalendárium sajátosságából fakad. Az ősi örmény kalendáriumban a hónap nem oszlott hetekre, hanem minden napnak külön neve volt, akárcsak a nap 24 órájának. A napok nevei még akkor sem névnapok, ha személynevekkel esnek egybe.

## Magyarországi örmények névadási szokásai
Az örmények Örményországban élnek, de viharos történelmük miatt sokan elhagyták hazájukat, kialakítva azt az örmény diaszpórát, mely Amerikától Ausztráliáig terjed. A legjelentősebb kolóniák Az USA, Franciaország, Olaszország, Szíria, Irán, Egyiptom és Libanon területén találhatóak, de Magyarországon is élnek örmények, vagy örmény származásúak.
Az örmények már a középkorban megjelentek Magyarországon, jelentős kolóniájuk volt Esztergomban a 13. században, de a nagyobb betelepülésre a 17. század második felében került sor. A hagyomány szerint a Bagratida-királyság fővárosából menekültek az erdélyi örmények ősei a Krímen, Moldován és a Kárpátokon keresztül Erdély területére, ahol Apafi Mihály fejedelem hívására Csíkszépvízen, Gyergyószentmiklóson, Görgényszentimrén, Felfalun, Petelén, Erzsébetvárosban és Szamosújváron telepedtek le. Az örmények már korán beilleszkedtek a magyar társadalomba, egyes csoportok már Moldvából román-szláv vezetéknevekkel érkeztek: Kapdebó (ökörfej), Pátrubány (négy pénz), Bogdán (Isten adta). A magyarországi örmények a 17-18. században még javarészt örmény nevekkel szerepelnek az okiratokban (Esztergár Vártán, Govrik Mánuság), de később, magyarosított vezetéknevük mellett még őrzik az örmény keresztneveket (Pap Máni, Lászlóffy Mánuság). Néhány esetben a vezetéknév felismerhetően örmény (Ávéd Jákó, Gorove István, Csáusz Márton), de a magyar vezetéknév mellett legtöbbször már a keresztnevük is magyar (Csiky Gergely, Mály Gerő, Moldován Stefánia).
Az erdélyi örmények neveit Szongott Kristóf gyűjtötte össze és dolgozta fel, aki elkülönítette az 1850-ig használt keresztneveket. Ezek között vannak ősi örmény nevek, melyek sokszor becézett formában rögzültek az anyakönyvekben, mint például a Nigol (Nikoghajosz, Nikoghosz), Uszep (Hovszep), Hopisz, Horipszime (Hripszime). Latin neveknek is akadt örményesített változata, például Angszend (Auxentius), Geghemesz (Clemens), Antonás (Antonius). Ritkábban fordultak elő a perzsa eredetű Gulab, Gulaf (rózsavíz), Dolváth (törökül szerencse) vagy a Maruf (arabul ismert) nevek.
A magyarországi örmény kisebbség tagjai a Magyar Tudományos Akadémia Nyelvtudományi Intézete által kiadott hivatalosan anyakönyvezhető utóneveken kívül saját örmény neveiket is adhatják gyerekeiknek.